# Eternal
Eternal (títol original, For evigt) és un llargmetratge danès del 2023 dirigit per Ulaa Salim. S'ha subtitulat al català.
La pel·lícula es va projectar per primera vegada al Festival de Cinema de Les Arcs el desembre de 2023. L'estrena mundial oficial va tenir lloc el 27 de gener de 2024 al Festival Internacional de Cinema de Rotterdam. Poc abans es va presentar el primer tràiler. Es va projectar també al Festival de Cinema de Göteborg a principis de febrer de 2024. La pel·lícula va arribar als cinemes de Dinamarca el 18 d'abril de 2024.

## Repartiment
- Simon Sears
- Nanna Øland Fabricius
- Halddóra Geirharosdottir
- Magnus Krepper